# Misericordia (film)
Pour les articles homonymes, voir Misericordia.
Pour plus de détails, voir Fiche technique et Distribution.
Misericordia est un film dramatique italien réalisé par Emma Dante et sorti en 2023.
Le film a été projeté en compétition au Festival du film Nuits noires de Tallinn, où il a remporté le Grand Prix du meilleur film et le prix du meilleur acteur pour la prestation de Simone Zambelli dans le rôle d'Arturo,,,.

## Synopsis
Dans un complexe délabré de cabanes surplombant la mer, quelque part dans une Sicile fantasmée, un groupe de prostituées mène une vie dégradée avec Arturo, un garçon souffrant de troubles mentaux et physiques. Le père d'Arturo et protecteur des prostituées est Polyphemus, un borgne violent et instable qui a battu à mort la mère de son fils et qui semble vouloir faire subir le même sort à Arturo. Les femmes, cependant, tentent de créer une échappatoire à ce cauchemar de violence pour le garçon qu'elles ont élevé en tant que mères putatives, dans l'espoir incertain d'un avenir meilleur.

## Fiche technique
- Titre italien : Misericordia[5]
- Réalisateur : Emma Dante
- Scénario : Emma Dante, Elena Stancanelli (it), Giorgio Vasta
- Photographie : Clarissa Cappellani
- Montage : Benni Atria (it)
- Musique : Gianluca Porcu
- Décors : Emita Frigato (it)
- Production : Marica Stocchi
- Société de production : Rosamont, Rai Cinema, Ministère de la Culture, Fondo Audiovisivo del Friuli-Venezia Giulia
- Pays de production :  Italie
- Langue originale : italien
- Format : Couleurs
- Durée : 95 minutes
- Genre : Drame
- Dates de sortie :
  - Italie : 26 octobre 2023 (Festival du film de Rome) ; 16 novembre 2023 (sortie nationale)

## Distribution
- Simone Zambelli : Arturo
- Simona Malato : Betta
- Tiziana Cuticchio : Nuccia
- Milena Catalano : Anna
- Fabrizio Ferracane : Polifemo
- Carmine Maringola : Enzo
- Sandro Maria Campagna : L'homme au mouton
- Marika Pugliatti : Daniela
- Georgia Lorusso : Lucia
- Rosaria Pandolfo : Rosaria

## Exploitation
Le film est sorti dans les salles italiennes à partir du 16 novembre 2023.

### Polémique
En décembre 2023, la réalisatrice du film a exprimé sa déception face à la programmation des cinémas qui ont réduit de moitié ou annulé les séances dès la deuxième semaine suivant la sortie du film. La réalisatrice a qualifié cette attitude de  « très décevante » due au manque de considération des distributeurs. Le Hollywood Reporter Rome a comparé l'attitude des cinémas italiens à celle, plus favorable, adoptée à l'égard du film d'Alice Rohrwacher, La Chimère, qui était également en compétition dans le même temps dans des festivals internationaux.

### Accueil critique
Le film a reçu des critiques généralement positives de la part des critiques de cinéma italiens et internationaux,,. Misericordia a été mentionné parmi les meilleurs films italiens de 2023 par deux critiques de la Rivista del cinematografo et The Hollywood Reporter Rome,, tandis que Panorama a classé le film au dixième rang des meilleurs de l'année.